# UFC Fight Night: Overeem vs. Volkov
UFC Fight Night: Overeem vs. Volkov (también conocido como UFC Fight Night 184, UFC on ESPN+ 42 y UFC Vegas 18) fue un evento de artes marciales mixtas producido por Ultimate Fighting Championship que tuvo lugar el 6 de febrero de 2021 en las instalaciones del UFC Apex en Enterprise, Nevada, parte del área metropolitana de Las Vegas, Estados Unidos.

## Antecedentes
El combate de Peso Pesado entre el campeón del Gran Premio Mundial de K-1 de 2010, ex Campeón de Peso Pesado de Strikeforce y aspirante al Campeonato de Peso Pesado de la UFC, Alistair Overeem, y el ex Campeón Mundial de Peso Pesado de Bellator, Aleksandr Vólkov, sirvió de cabeza de cartel del evento.
Un combate de Peso Gallo entre Cory Sandhagen y el ex Campeón de Peso Ligero de UFC Frankie Edgar tuvo lugar en el evento. Su primer encuentro estaba programado para enero de 2020 en UFC Fight Night: Blaydes vs. dos Santos, pero Edgar fue retirado de la pelea en favor de un combate contra el ex retador del Campeonato de Peso Pluma de UFC Jung Chan-sung un mes antes en UFC Fight Night: Edgar vs. The Korean Zombie.
Un combate de Peso Mosca entre Alexandre Pantoja y el ex Campeón de Peso Gallo de Rizin FF, Manel Kape, estaba originalmente programado para tener lugar en UFC Fight Night: Thompson vs. Neal a principios de diciembre, pero Pantoja se retiró del combate debido a las secuelas del COVID-19. El emparejamiento fue entonces reprogramado para este evento.
Un combate de Peso Gallo entre Merab Dvalishvili y Cody Stamann estaba originalmente programado para tener lugar en UFC on ESPN: Hermansson vs. Vettori, pero Stamann se retiró por razones no reveladas y el combate se canceló. En su lugar, el emparejamiento tuvo lugar en este evento. A su vez, Dvalishvili se vio obligado a retirarse del combate a mediados de enero debido a su recuperación de COVID-19 y fue sustituido por Andre Ewell. Tras dar positivo por COVID-19, Ewell fue retirado del evento y sustituido por el recién llegado a la promoción Askar Askar, y se esperaba que el combate tuviera lugar en el Peso Pluma. El día del evento, Askar no recibió el visto bueno de los médicos y el combate se canceló.
Wellington Turman y Aliaskhab Khizriev tenían previsto enfrentarse en un combate de Peso Medio en el evento. Sin embargo, el combate se canceló porque Turman se retiró debido a una neumonía. Khizriev competirá ahora en UFC Fight Night: Rozenstruik vs. Sakai contra Kyle Daukaus.
Se esperaba que Steven Peterson se enfrentara a Seung Woo Choi en un combate de Peso Pluma. Sin embargo, Peterson se retiró el 15 de enero debido a una lesión y fue sustituido por el recién llegado a la promoción Collin Anglin. Anglin fue retirado del evento por razones no reveladas y sustituido por Youssef Zalal.
El combate de Peso Gallo Femenino entre la ex Campeona de Peso Mosca de la UFC Nicco Montaño y Karol Rosa estaba programado para el evento. Sin embargo, en las semanas previas a la pelea, Montaño fue retirado del evento debido a razones no reveladas y reemplazado por Joselyne Edwards.
Estaba previsto un combate de Peso Gallo entre Julio Arce y Timur Valiev. Sin embargo, Arce fue retirado del evento a finales de enero por razones no reveladas y sustituido por Martin Day. El combate tuvo lugar en el Peso Pluma.
Se esperaba que Alex da Silva Coelho se enfrentara a Devonte Smith en un combate de Peso Ligero en este evento. Sin embargo, Coelho se retiró por razones no reveladas. En su lugar, Smith se enfrentó a Justin Jaynes en un Peso Capturado de 160 libras.
Se esperaba que Ode Osbourne se enfrentara a Denys Bondar en un combate de Peso Capturado de 130 libras en este evento. Sin embargo, Bondar se retiró durante la semana de la pelea por razones no reveladas y fue sustituido por Jerome Rivera, y su combate tuvo lugar en el Peso Pluma. Anteriormente estaba previsto que se enfrentaran en una fecha prevista del 30 de enero en un combate de Peso Mosca, pero el evento nunca se materializó y el emparejamiento se canceló.
El combate de Peso Gallo Femenino entre Marion Reneau y la ganadora de The Ultimate Fighter: Heavy Hitters, la ganadora del Peso Pluma Femenino Macy Chiasson. Sin embargo, durante la semana previa al combate, Reneau fue retirada de la cartelera tras dar positivo por COVID-19. Se esperaba que el combate se mantuviera intacto y estuviera previsto para tres semanas después en UFC Fight Night: Rozenstruik vs. Gane. Sin embargo, una vez más el combate fue cancelado debido a que Reneau dio positivo por COVID-19 y el combate fue trasladado a UFC Fight Night: Brunson vs. Holland.

## Premios de bonificación
Los siguientes luchadores recibieron bonificaciones de $50000 dólares.
- Pelea de la Noche: Beneil Dariush vs. Carlos Diego Ferreira
- Actuación de la Noche: Alexander Volkov y Cory Sandhagen